# Verizon Communications
Verizon Communications, Inc. es una compañía global de banda ancha y telecomunicaciones y parte del Índice Dow Jones. La compañía fue fundada en 1983 como Bell Atlantic (con sede en Nueva York) con un tamaño que abarcaba de Nueva Jersey a Virginia, y surgió como parte de la desintegración, en 1984 de AT&T en siete «Baby Bells». En 1997, Bell Atlantic se fusionó con otra empresa de Bell Operativo Regional, la NYNEX, con sede en Nueva York y con una extensión que iba desde Nueva York a Maine. La compañía resultante conservó el nombre de Bell Atlantic. En 2000, Bell Atlantic adquirió la antigua compañía independiente de teléfono GTE, y adoptó el nombre de «Verizon», un acrónimo de veritas y horizonte. La sede de la compañía está situada en el edificio Verizon en 140 West Street, Bajo Manhattan, Nueva York.

## Historia
Verizon se fundó como Bell Atlantic Corporation por la corporación AT&T como uno de los siete Baby Bells que fueron formados después de los juicios antimonopolio contra AT&T. Originalmente operaban en los estados de New Jersey, Pensilvania, Delaware, Maryland, West Virginia y Virginia, así como Washington D. C. en Estados Unidos.
El 30 de junio de 2000 Bell Atlantic adquiere GTE y cambia su nombre a Verizon Communications Inc. Esta fue una de las más grandes fusiones en la historia de los negocios en Estados Unidos. La compañía pasó a valer más de 52 000 millones de dólares.
Verizon actualmente tiene más de ciento cuarenta millones de suscriptores. Tras fusionarse con MCI cuenta con más de doscientos cincuenta mil empleados.
El 5 de junio de 2013, el diario británico The Guardian informó que había obtenido una orden del FBI, aprobada por el Tribunal de Vigilancia de Inteligencia Extranjera de los Estados Unidos, que instaba a Verizon a entregar los metadatos de todas las llamadas telefónicas realizadas en Estados Unidos a la Agencia de Seguridad Nacional (NSA).
En septiembre de 2013, Verizon adquirió el 45 % de Verizon Wireless, que era propiedad de Vodafone, por ciento treinta mil millones de dólares, convirtiéndose en la tercera mayor operación corporativa firmada hasta la fecha. El acuerdo, cerrado el 21 de febrero de 2014, dio a Verizon la propiedad exclusiva de Verizon Wireless.
El 22 de enero de 2014, The Wall Street Journal informó que Verizon Communications Inc. había recibido, hasta esa fecha, más de mil solicitudes pidiendo información sobre sus abonados por motivos de «seguridad nacional», a través de National security letter (Cartas de Seguridad Nacional) del FBI. En total, Verizon había recibió, en enero de 2014, 321 545 solicitudes de información de sus clientes en el ámbito federal, estatal y local de Estados Unidos.
El 25 de julio de 2016 se anunció que Verizon compraría la empresa de internet Yahoo! por un monto de 4800 millones de dólares. 
En junio de 2017, Verizon creó la subsidiaria Oath Inc., que abarca AOL, Yahoo! y demás empresas de contenidos digitales.
El enero de 2018, Verizon Connect, la división de telemática de la firma norteamericana Verizon Communications, adquiere la compañía española Movildata Internacional, especializada en soluciones de gestión y control de flotas, ampliando su presencia en el sur de Europa. Esta división tiene presencia además en Reino Unido, Irlanda, los Países Bajos, Alemania, Francia y Polonia.
En julio de 2025, Verizon comenzará a operar en Chile.